# Maszhad (Izrael)
Maszhad  (arab. مشهد; hebr. משהד, Meszhed) – samorząd lokalny położony w Dystrykcie Północnym, w Izraelu.

## Położenie
Miejscowość jest położona na wysokości 348 metrów n.p.m. w północnym skraju masywu górskiego Hare Nacerat (ok. 400 m n.p.m.) w Dolnej Galilei na północy Izraela. Na zachód od miasteczka wznosi się góra Tel Gat Chefer (385 m n.p.m.), a na południowym wschodzie jest góra Har Jona (573 m n.p.m.). Okoliczny teren jest mocno pofałdowany, lecz opada w kierunku północnym do doliny Bikat Turan, którą płynie strumień Jiftahel. W jej otoczeniu znajdują się miasta Nazaret i Nof ha-Galil, miasteczka Ar-Rajna i Kefar Kanna, moszaw Cippori, kibuc Bet Rimmon, wioska komunalna Hosza’aja, oraz arabska wioska Rummat al-Hajb. Na północy jest strefa przemysłowa Cippori, a na północnym zachodzie jest baza wojskowa Szimszon. Miejscowość jest częścią obszaru metropolitalnego Nazaretu.
Kefar Maneda jest położona w Poddystrykcie Jezreel, w Dystrykcie Północnym Izraela.

## Historia
Pierwotnie w miejscu tym znajdowało się biblijne miasto żydowskie Gat-Hachefer. Z miasta tego pochodził prorok Jonasz. Zostało ono zniszczone w latach 66-73 w trakcie wojny żydowsko-rzymskiej.
Data powstania współczesnej wioski arabskiej nie jest znana. W 1517 roku wieś wraz z całą Palestyną przeszła pod panowanie osmańskie. W rejestrze podatków z 1596 roku widnieje informacja o wiosce nazywanej wówczas Maszad Junis. Liczyła ona 31 gospodarstw rodzinnych i 6 kawalerów, wszyscy muzułmanie. Płacili oni podatki z upraw pszenicy, jęczmienia, drzew owocowych, warzyw, oraz hodowli kóz i pszczół. W 1875 roku, francuski podróżnik Victor Guérin odwiedził wioskę, która liczyła wówczas około 300 mieszkańców . W 1881 roku towarzystwo Palestine Exploration Fund opisało Maszhad jako „małą wieś, zbudowaną z kamieni, położoną wokół tradycyjnego grób Jonasza - niski biały budynek zwieńczony dwoma kopułami. Mieści około 300 muzułmanów, i jest położona na szczycie wzgórza, bez ogrodów. Woda jest z cystern.”. Po I wojnie światowej w 1918 roku wieś Maszhad przeszła pod panowanie Brytyjczyków. Utworzyli oni w 1921 roku Brytyjski Mandat Palestyny. W poszukiwaniu skutecznego rozwiązania narastającego konfliktu izraelsko-arabskiego w dniu 29 listopada 1947 roku została przyjęta Rezolucja Zgromadzenia Ogólnego ONZ nr 181. Zakładała ona między innymi, że wioska Maszhad miała znaleźć się w granicach nowo utworzonego państwa arabskiego. Arabowie odrzucili tę Rezolucję i dzień później doprowadzili do wybuchu wojny domowej w Mandacie Palestyny. W trakcie jej trwania rejon wioski zajęły siły Arabskiej Armii Wyzwoleńczej, które sparaliżowały żydowską komunikację w całej okolicy. Podczas I wojny izraelsko-arabskiej wojska izraelskie przeprowadziły operację „Dekel” w trakcie której, w dniu 15 lipca zajęto Maszhad. W odróżnieniu od wielu wiosek w Galilei, Izraelczycy nie wysiedlili jednak mieszkańców, dzięki czemu Maszhad zachował swoją arabską tożsamość. W 1960 roku Maszhad otrzymał status samorządu lokalnego.

## Demografia
Zgodnie z danymi Izraelskiego Centrum Danych Statystycznych w 2013 roku w Maszhadzie żyło prawie 7,6 tys. mieszkańców, w 100% Arabowie muzułmanie. Jest to niewielkie miasteczko, którego populacja charakteryzuje się niewielkim, lecz stałym wzrostem liczebności. Według danych z 2011 roku przyrost naturalny w porównaniu do poprzedniego roku wyniósł 2,3%. W roku tym urodziło się 172 dzieci, a zmarło 156 osób (odnotowano 2 zgony niemowląt). Według danych za 2011 rok liczba zatrudnionych pracowników wynosiła 2086, a liczba osób pracujących na własny rachunek wynosiła 190. Średnie miesięczne wynagrodzenie w 2011 roku wynosiło 4725 ILS (średnia krajowa 7964 ILS). Zasiłki dla bezrobotnych pobierało 26 osób, w tym 14 mężczyzn (średni wiek: 43 lata). Świadczenia emerytalne oraz rentowe pobierało 288 osób, a zapomogi społeczne 745 osób.
| Wiek (w latach) | Procent populacji w % |
| --------------- | --------------------- |
| 0 – 4           | 11,9                  |
| 5 – 9           | 12,0                  |
| 10 – 14         | 12,6                  |
| 15 – 19         | 11,6                  |
| 20 – 29         | 17,1                  |
| 30 – 44         | 18,2                  |
| 45 – 59         | 10,9                  |
| 60 – 64         | 1,8                   |
| 65 –            | 3,9                   |

Źródło danych: Central Bureau of Statistics.

## Gospodarka
Lokalna gospodarka opiera się głównie na handlu i rzemiośle. Część mieszkańców dojeżdża do pracy w pobliskich strefach przemysłowych.

## Transport
Z miejscowości wyjeżdża się na południowy wschód na drogę nr 754, którą jadąc na północny wschód dojeżdża się do miasteczka Kefar Kanna i dalej na drogę ekspresową nr 77, lub jadąc na południowy zachód na drogę nr 79. W 2011 roku w miejscowości było zarejestrowanych 1929 pojazdów silnikowych, w tym 1290 samochodów osobowych (średnia wieku samochodów prywatnych wynosiła 10 lat). W roku tym w mieście doszło do 4 wypadków drogowych.

## Architektura
Pierwotnie była to wioska rolnicza, jednak wraz ze wzrostem liczebności mieszkańców zaprzestano gospodarki rolnej. Kolejne domy budowano w sposób chaotyczny, bez zintegrowanej infrastruktury, która umożliwiałaby korzystanie z budynków publicznych i usług komunalnych. Trudny teren górski utrudnia budownictwo i spowalnia tworzenie infrastruktury.

## Edukacja i religia
W miejscowości są dwie szkoły podstawowe i jedna szkoła średnia, do których w 2010 roku uczęszczało 2 tys. uczniów. Na obrzeżach miejscowości znajduje się przypuszczalny grobowiec proroka Jonasza. Od średniowiecza miejsce to jest regularnie odwiedzane przez wierzących Żydów.